# Mihail M. Râmniceanu
Mihail M. Râmniceanu (Romniceanu) (n. 1854 – d. 4 octombrie 1915, București) a fost un inginer român, membru corespondent al Academiei Române.